# Formule de Hankinson
 (novembre 2024).
Si vous disposez d'ouvrages ou d'articles de référence ou si vous connaissez des sites web de qualité traitant du thème abordé ici, merci de compléter l'article en donnant les références utiles à sa vérifiabilité et en les liant à la section « Notes et références ».
La formule de Hankinson permet de calculer, en résistance des matériaux, la résistance à la compression oblique, pour un matériau orthotrope, par exemple le bois.

## Formulation
Pour un angle α quelconque :
{\displaystyle f_{\alpha }={\frac {f_{0}f_{90}}{f_{90}cos^{2}(\alpha )+f_{0}sin^{2}(\alpha )}}}

## Interprétation dans le cas du bois
La formule de Hankinson est utile pour calculer des assemblages bois sur bois - qui font intervenir de la compression oblique - tels que les embrèvements.
De par sa nature ligneuse, le bois se comporte différemment selon l'angle que fait l'effort avec les fibres. À l'extrême, la ruine d'un assemblage bois sur bois est de nature différente selon que l'effort est principalement normal aux fibres ou parallèle : 
- Effort perpendiculaire : écrasement des fibres
- Effort parallèle : décollement des fibres puis flambement individuel de celles-ci